# Saint-Julien-du-Sault
Saint-Julien-du-Sault – miejscowość i gmina we Francji, w regionie Burgundia-Franche-Comté, w departamencie Yonne.
Według danych na rok 1990 gminę zamieszkiwało 2161 osób, a gęstość zaludnienia wynosiła 91 osób/km² (wśród 2044 gmin Burgundii Saint-Julien-du-Sault plasuje się na 93. miejscu pod względem liczby ludności, natomiast pod względem powierzchni na miejscu 319.).